# Antiguraleus kingensis
Antiguraleus kingensis is een slakkensoort uit de familie van de Mangeliidae. De wetenschappelijke naam van de soort is voor het eerst geldig gepubliceerd in 1879 door Petterd.